# Малые Ирдяги
Малые Ирдяги — пресноводное озеро в Аргаяшском районе Челябинской области России
Принадлежит к группе Ирдягинских озёр, соединённых протокой с озером Большие Ирдяги
Известно рыбалкой, живописными берегами и близостью к популярному курорту — озеру Увильды

## География
Озеро расположено в 1 км от озера Увильды, от которого отделено перешейком со степной растительностью
Ближайшие населённые пункты: сёла Губернское на южном берегу и Кузнецкое на восточном
Координаты: 55°29′55″ с ш 60°35′46″ в д
Площадь: 3,9–4 км²
Глубина: средняя — 1,7–3,5 м, максимальная — до 3,5 м
Высота над уровнем моря: 271–274,9 м
Питание: атмосферные осадки и сток из соседних водоёмов
Из озера вытекает река Зюзелга

## Гидрология и экология
Вода пресная, гидрокарбонатно-магниевого типа с минерализацией около 430 мг/л
Берега низкие, частично заболочены, заросли тростником и осокой
Лес отсутствует
Кислородный режим неустойчив, что приводит к заморам и ограничивает видовое разнообразие рыб

### Флора и фауна
Рыбы: карась, плотва, щука, окунь, лещ, карп, ротан, сиг, рипус, пелядь
Растительность: рогоз, рдест, водяная гречиха

## Туризм и рыбалка
Рыбалка разрешена с берега, лодки или специальных площадок
Сезон — с 1 мая по 1 ноября
Основной улов — карп до 2 кг, карась, ротан

### Отдых
дикий туризм с палатками, особенно на северном берегу, где есть подъезды для плавсредств

## Происхождение названия
Название происходит от тюркского мужского имени Ирдеген (Ирдяк) или означает «место спора» — по легенде, здесь собирались для выяснения отношений

## Интересные факты
На западном берегу сохранились остатки канала Демидовских времён, соединявшего Малые Ирдяги с Увильдами
В 1965 году на заболоченных лугах созданы Ирдягинские пруды для разведения рыбы